# Waldemar Tietgens
Oscar Waldemar Tietgens (Amburgo, 26 marzo 1879 – Mangelare, 28 luglio 1917) è stato un canottiere tedesco.
Partecipò ai Giochi della II Olimpiade che si svolsero a Parigi nel 1900. Con la sua squadra, il Germania Ruder Club, prese parte alle gare di quattro con, dove vinse la medaglia d'oro nella finale B, e di otto, dove giunse quarto.

## Palmarès
| Anno | Manifestazione | Sede   | Evento      | Risultato |
| ---- | -------------- | ------ | ----------- | --------- |
| 1900 | Olimpiadi      | Parigi | Quattro con | Oro       |